# 関矢橘太郎
関矢 橘太郎（關矢、せきや きちたろう / きつたろう、1863年10月26日（文久3年9月14日）- 1912年（明治45年）4月10日）は、明治期の農業経営者、実業家、政治家。衆議院議員、新潟県北魚沼郡下条村長。諱・忠和、号・雙柳。

## 経歴
越後国魚沼郡並柳新田（新潟県北魚沼郡並柳村、下条村、広瀬村、広神村並柳を経て現魚沼市）で、素封家・関矢孫左衛門の長男として生まれた。
1881年（明治14年）地域の冬期副業として機織工場（殖産会社）を設立して頭取に就任。1883年（明治16年）同志と益友会を組織し教育補修、知識の交換、学術の錬磨を図った。1897年（明治30年）小出町に病院を設立。1899年（明治32年）小千谷石油の設立に参画し取締役に就任。その他、小出銀行監査役、日本石油重役、魚沼鉄道（魚沼線）重役、銀山拓殖重役などを務めた。
政界では、下条村長、魚沼郡会議員を務め、1894年（明治27年）新潟県会議員に選出され、同参事会員、地方森林会議員にも在任した。
1908年（明治41年）5月、第10回衆議院議員総選挙（新潟県郡部、憲政本党）で当選し、衆議院議員に1期在任した。任期途中の1912年4月に死去した。

## 親族
- 父・ 関矢孫左衛門 ‐ 衆議院議員
- 娘・静（1986年生） ‐ 日本石油社長・内藤久寬の養子・篤郎の妻
- 二男 関矢孫一（衆議院議員）[9]
- 娘・アイ（1894年生）‐ 飯塚知信（衆議院議員）の妻